# Vargem
Vargem là một đô thị thuộc bang Santa Catarina, Brasil. Đô thị này có diện tích 350,124 km², dân số năm 2007 là 3194 người, mật độ 9,1 người/km².